# São Lourenço (Fogo)
São Lourenço é uma freguesia de Cabo Verde. É a freguesia mais setentrional do concelho de São Filipe, na ilha do Fogo.
A freguesia ocupa uma área de 96 km² e, em 2010, contava 8.899 habitantes. A sua área coincide com a Paróquia de São Lourenço, e o feriado religioso é celebrado a 10 de agosto, dia de São Lourenço.

## Localidades
Principais Localidades: 
- Achada Mentirosa (pop: 344)
- As Hortas (pop: 380)
- Campanas Baixo (pop: 783)
- Campanas Cima (pop: 375)
- Chã de Monte (pop: 118)
- Curral Grande (pop: 398)
- Galinheiro (pop: 877)
- Inhuco (pop: 517)
- Lomba (pop: 731)
- Monte Tabor (pop: 170)
- Pedro Homem (pop: 315)
- Pico Gomes (pop: 118)
- Ponta Verde (pop: 1,072)
- Ribeira Filipe (pop: 548)
- Santo António (pop: 530)
- São Domingos (pop: 315)
- São Jorge (pop: 635)
- Velho Manuel (pop: 604)

## Demográficas
| Ano          | População |
| ------------ | --------- |
| 2000 (Censo) | 9.715     |
| 2010 (Censo) | 8.899     |